# Luis Ugueto
Luis Enrique Ugueto (Caracas, 15 de febrero de 1979) es un ex segunda base de las Grandes Ligas de Béisbol que jugó para los Seattle Mariners en 2002 y 2003. Comenzó a jugar durante la temporada de 1998 y saltó al campo por última vez durante la campaña de 2011.

## Carrera profesional

### Liga Venezolana de Béisbol Profesional
Inició su carrera profesional con los Cardenales de Lara, en la Liga Venezolana de Béisbol Profesional, en la temporada 2001-2002 cuando tenía 22 años de edad. Ese año tuvo participación en 42 juegos y dejó un promedio de .308, con 33 imparables, 17 carreras anotadas, 11 impulsadas y 6 bases robadas, que le llevaron a ganarse el premio al Novato del Año.
En el béisbol de su país participó en 15 campañas, de las cuales una decena las hizo con la camiseta del equipo larense, dos con los Caribes de Anzoátegui, otro par con las Águilas del Zulia y una con los Tigres de Aragua. En esta última obtuvo su único título de Campeón de la LVBP.
Durante su trayectoria con los Cardenales, se desempeñó principalmente como segunda base. Jugó en 442 partidos y tomó 1.523 turnos, en los cuales conectó 428 hits, con un promedio de bateo de .281; anotó 245 carreras e impulsó 150. 
Ugueto se retiró de su carrera como jugador profesional en Venezuela y dejó cifras ofensivas vitalicias de .272 producto de 487 hits, 290 carreras anotadas, 81 extrabases, 22 triples, 15 jonrones, 175 remolcadas, 81 bases robadas, 155 bases por bolas y se ponchó 256 veces en 1970 visitas al plato.

### Grandes Ligas
Firmado originalmente por los Florida Marlins, como agente libre amateur, en 1996, fue reclutado por los Piratas de Pittsburgh en el draft de la Regla 5, de 2001, y fue cambiado a Seattle, por dinero, el mismo día. Finalmente, debutó con los Marineros el 3 de abril de 2002.
Ugueto era un jugador de cuadro con un brazo fuerte y velocidad al correr las bases. Lo que Seattle esperaba que se desarrollara era su bate y su sentido general del juego, especialmente a la defensiva, a nivel de las Grandes Ligas. En dos temporadas como suplente con los Marineros, Ugueto bateó para .214 con un jonrón y dos carreras impulsadas en 74 juegos.
Ugueto firmó con los Kansas City  Royals antes de la temporada 2005 y pasó la campaña con el mejor club de ligas menores de los Reales, los Reales de Omaha . Mientras estaba en Omaha, fue suspendido dos veces por violar la política de esteroides del béisbol y los Reales lo liberaron después de la segunda violación.
Después de perderse toda la temporada 2006, Ugueto jugó con el equipo de ligas menores de los Minnesota Twins, el Fort Myers Miracle durante la temporada 2007. 

### Otras ligas
En 2008, jugó en la Serie A1 de Italia para el Caffè Danesi Nettuno y bateó .289. Se unió al club italiano hasta bien entrada la temporada, reemplazando al lesionado Frank Menechino. En la Copa de Europa de 2008, en Regensburg, fue uno de los mejores jugadores de Nettuno, bateando .421/.500/.789 con 6 carreras en 5 juegos. Dejó lo mejor para el final, con 4 de 4 con 4 carreras y 3 carreras impulsadas en su derrota por la medalla de oro ante el FC Barcelona. Ugueto se fue de 5-2 con 4 bases por bolas y 2 carreras para ayudar a Nettuno a ganar la Final Four de la Copa de Europa 2008.
La carrera de Ugueto también lo llevó a jugar en las ligas de Taiwán (es considerado por algunos como el mejor campocorto defensivo que haya jugado en la CPBL). y México. También jugó brevemente para los Laredo Broncos.

### Como técnico
Al momento de retirarse como beisbolista profesional en 2016, Ugueto fue contratado cono entrenador en la Academia Carlos Alfonso Guillén.
Tuvo la oportunidad de dirigir por primera vez a un equipo profesional cuando los Cardenales de Lara lo encargaron de dirigir al club en la temporada 2019-2020, y alcanzó titularse como campeón de la liga. Logró un registro positivo en la temporada regular y llegó en segundo lugar (24-18), luego, en postemporada, superó a Navegantes del Magallanes y Águilas del Zulia para finalmente conquistar la copa al vencer en siete juegos a Caribes de Anzoátegui, Posteriormente, representó a Venezuela en la Serie del Caribe, donde cayó en la final ante República Dominicana.
En la campaña 2020-2021 se encargó de ser el mánager de los Tigres de Aragua logrando llevarlos hasta la semifinal del campeonato. Fue ratificado en el cargo para la 2021-2022, no obstante, fue tempranamente destituido cuando tuvo un registro negativo de 3 y 7 en los primeros 10 partidos, lo cual representó un récord en la LVBP al ser el manager que más rápido ha sido cesanteado en la historia de la liga.
En enero de 2022, la dirigencia de los Caciques del Distrito, equipo de la Liga Mayor de Béisbol Profesional, informó que Ugueto sería el mánager para la segunda temporada del club; sin embargo, meses después, el club anunció que Ugueto recibió una propuesta para trabajar como coach en el sistema de ligas menores de MLB y le dio las riendas del club a Oswaldo Navarro, quien iba a ser su coach de banca y mano derecha.